# Nintendo Touch Golf: Birdie Challenge
Nintendo Touch Golf: Birdie Challenge (True Swing Golf en Amérique du Nord et Otona no DS Golf au Japon) est un jeu vidéo de golf sorti en 2005 sur Nintendo DS. Le jeu a été développé par T&E Soft et édité par Nintendo. Le jeu fait partie de la gamme Touch! Generations.

## Accueil
- GameSpot : 6/10[1]